# پاتریک اوومویلا
پاتریک اوومویلا (انگلیسی: Patrick Owomoyela؛ زادهٔ ۵ نوامبر ۱۹۷۹) بازیکن فوتبال اهل آلمان است.
از باشگاه‌هایی که در آن بازی کرده‌است می‌توان به باشگاه فوتبال پادربورن، باشگاه فوتبال هامبورگ، باشگاه فوتبال بروسیا دورتموند، باشگاه فوتبال آرمینیا بیله‌فلد، باشگاه ورزشی وردر برمن، و باشگاه فوتبال اسنابروک اشاره کرد.
وی همچنین در تیم ملی فوتبال آلمان بازی کرده‌است.